# ジョン・バカン
初代トゥイーズミュア男爵ジョン・バカン（英語: John Buchan, 1st Baron Tweedsmuir [ˈbʌkən]、スコットランド語:[ˈbʌxən]、GCMG, GCVO, CH, PC, 1875年8月26日 – 1940年2月11日）は、スコットランドの小説家、歴史家、政治家である。第15代カナダ総督を務めた。大学在学中から文筆活動を始め、同時に南アフリカにある諸植民地の行政官の個人秘書として政治家として活動を始めた。彼は第一次世界大戦における英国の戦果を宣伝する文章を書くことになる。退役したのち、スコットランド大学合同選挙区選出の下院議員となったが、活動の多くは『三十九階段』 (The Thirty-Nine Steps) その他の冒険小説に代表される執筆活動に充てられた。1935年にベスバラ伯爵に代わるカナダ総督に、カナダ首相リチャード・ベネットの推薦の下、カナダ国王ジョージ5世によって任命され、1940年に死去するまで務めた。バカンはカナダ文化の発展と教育に熱心であり、死後は国葬とされた。

## 生涯

### 出生と教育
スコットランド自由教会の牧師であったジョン・バカンとヘレン・ジェーン・バカンの長男としてパースに生を受けた。ファイフ州のカークカルディに育ち、夏季には祖父母の住むボーダーズ地方のブラウトンで過ごしていた。ここでバカンはウォーキングと田園景観に魅せられ、後年小説でしばしば取り上げている。ハッチソンズ・グラマースクールを卒業すると、17歳でグラスゴー大学の奨学金を獲得した。グラスゴーでは古典を学び、詩を書いて、やがて本を出版するまでになった。ヒューム奨学金を得て1895年にオックスフォード大学ブレーズノーズ・カレッジの古典学コース（Literae Humaniores）に転じ、ここでヒレア・ベロック、レイモンド・アスキス、オーブリー・ハーバートらと親交を深めた。バカンは在学中の1897年にスタンホープ・エッセイ賞を、1898年にニューディゲイト賞を受賞しており、またオックスフォード・ユニオンの会長に選ばれ、6つの作品が刊行された。オックスフォード卒業に前後して、彼は初めて肖像画を描いてもらっており、若き日のショルトー・ジョンストン・ダグラスによって1900年に完成された。

### 政治家・小説家として
オックスフォード大学を卒業したバカンは政治外交の道に足を踏み入れ、当時南アフリカ高等弁務官としてケープ植民地・トランスヴァール・オレンジ自由国の植民地行政にあたっていたアルフレッド・ミルナーの個人秘書となった。このことによって彼は「ミルナー幼稚園」（Milner's Kindergarten）と呼ばれるものの一員となったのである。同時に彼は後にとりわけ彼の著作の中で重要となる国について知識を得ることになった。執筆活動はバカンが1903年にロンドンへ戻った際に再開され、それはまた出版社のトマス・ネルソン&サンに共同経営者として迎えられ、スペクテイター誌の編集者となったときでもあった。
ロンドンに戻ったバカンは政治の世界に乗り出し、ボーダーズ地方の選挙区から統一党の候補者として立候補したが落選した。彼は自由貿易、婦人参政権、国民保険制度、そして貴族院の権限を制限することに賛成していたが、自由党の福祉改革、あるいはデイヴィッド・ロイド・ジョージのような扇動的な自由党員によってもたらされる「階級間憎悪」と考えられるものには反対していた。1910年に南アフリカを舞台にした一連の冒険小説の始まりとなったPrester Johnを発表した。翌年には十二指腸潰瘍を患ったが、このことは後年の作品に登場するある人物に関する着想を与えることになった。バカンはさらに法律を学んでおり、1903年に法廷弁護士の資格を取得しているが、実際に法律家として活動することはなかった。1907年7月15日にノーマン・グロヴナー（Norman Grosvenor）の娘でウェストミンスター公爵の従姉妹であるスーザン・シャーロット・グロヴナー（Susan Charlotte Grosvenor）と結婚した。夫妻にはアリス（Alice）、ジョン（John）、ウィリアム（William）、アラステア（Alastair）の4人の子供が生まれ、うち2人は生涯の大部分をカナダで過ごしている。
第一次世界大戦が勃発すると、バカンは英国戦争宣伝局のために執筆し、タイムズ紙のフランス特派員として活動した。一方で小説の執筆も続けており、1915年に彼の最も有名な作品であり、大戦直前を舞台にしたスパイ小説『三十九階段』（The Thirty-Nine Steps）を刊行している。『三十九階段』にはバカン作品の主要人物となるリチャード・ハネイ（Richard Hannay）が登場するが、その造型は南アフリカ以来の友人であるエドマンド・アイアンサイドをもとにしたものだった。翌年には続編である『緑のマント』（Greenmantle）が発表される。バカンはやがて陸軍に入隊し情報部の少尉に任命されて、ダグラス・ヘイグ（Douglas Haig）元帥のスピーチや声明文を起草した。活躍が認められて、1917年にバカンは初代ビーヴァブルック男爵マックス・エイトケンのもと、情報部長に任用され(この仕事についてバカン自身は「経験した中で最も困難な任務」と述べている)、同時にチャールズ・マスターマン（Charles Masterman）を補佐して1915年2月に始まった月刊の戦史(後に24巻立てのNelson's History of the Warとして発行された)を刊行した。ただし指揮官たちとの密接な関係のため、バカンは戦争中陸軍の指揮について批判的になることは難しかった。
戦争終結とともに、バカンはスリラーや小説を書くことと共に歴史的な事物について書くことに関心を転じた。1920年代半ばまで、彼はエルズフィールド（Elsfield）に住み、スコットランド歴史協会の会長やスコットランド国立図書館理事の職を歴任した。また多くの大学と関係を深めてもいる。例えばロバート・グレーヴズは近傍のアイリプに住んでいたが、バカンの推薦によって新設されたカイロ大学で教職に就いたことを述べている。また1927年の補欠選挙ではバカンはスコットランド大学合同選挙区から統一党の下院議員に選出された。政治的には連合王国を支持する伝統のなかで、イギリス帝国内でのスコットランドの国家としての向上を考えていた。議会演説のなかで次のように述べている。「私はすべてのスコットランド人がスコットランド民族主義者であるはずだと信じております。もしスコットランド議会が必要だということが証明されるならば…(中略)…スコットランド人は必ずやそれを支えるでしょう。」スコットランドにおける大恐慌の影響と潜在的に高い度合いで起きているスコットランドからの移民流出も同じ演説のなかに反映されている。「我々はギリシャ人のように、住むところではどこでも強勢を誇り、繁栄を謳歌しながらその背後に死せるギリシャを抱えることを望んではいません。」彼はまたジョン・モーリーのLife of Gladstoneに大きな影響を受けていることに気付いた。第二次世界大戦が始まって数月の頃にそれを読んだのである。彼はグラッドストンが人々に物質主義や自己満足、権威主義に打ち勝つことを教えていると信じていた。後にハーバート・フィッシャーやステア・ジローン、ギルバート・マレーに宛てた手紙の中で自分が「グラッドストン的な自由主義者になりつつある」ことを述べている。
スコットランド統一自由教会が1929年にスコットランド国教会と合同したのち、バカンはオックスフォードの長老派教会とロンドンの聖コロンバ教会両方の長老として活動し続けていた。1933年と1934年にバカンはスコットランド国教会の全国総会におけるジョージ5世の名代に任命されている。1930年以来、バカンはシオニズムに共感し、パレスティナ超党派議員連盟と関係していた。文芸と教育への貢献が認められて、1932年1月1日に彼はコンパニオン・オブ・オナー勲章を国王からの私的な贈り物として授与された。
1935年になるとバカンの作品は、話は大幅に変更されたものの、アルフレッド・ヒッチコックの『三十九夜』としてロバート・ドーナットがリチャード・ハネイ役にあてられて映画化された。同年5月23日にはバカンは聖マイケル・聖ジョージ勲章を授与されることになり、さらに6月1日にはジョージ5世からオックスフォード州エルズフィールドのトゥイーズミュア男爵に叙され貴族に列したが、これはカナダ総督への任命に先立って行われた。カナダ首相リチャード・ベッドフォード・ベネットが総督の人選について野党自由党の指導者ウィリアム・ライアン・マッケンジー・キングに意見を求めたとき、マッケンジー・キングは国王がバカンに平民のまま総督職を務めさせることを薦めたものの、最終的にジョージ5世は貴族によって自身が代理されることを主張し押し切った。
バカンの名前は早くから総督候補としてマッケンジー・キングから国王に推挙されていた。すでに1924年にバカン夫妻は当時カナダ首相であったマッケンジー・キングの客としてキングズミアの別荘を訪れており、キングはバカンについて深い感銘を受けて絶賛している。翌年のある夕方にキングは総督の初代ヴィミー・オブ・ビング子爵ジュリアン・ビングにバカンが後任として適当であることを伝え、バカンとは友人であったビング卿自身も同意していた。こうした意向は時を経て英国政府に伝えられ、バカン自身も打診を受けているが、この時点では彼は引き受けたがらなかった。というのもバイングは1926年に起きた国制危機についてバカンに書き送っており、同時にマッケンジー・キングをけなしていたからである。

### カナダ総督
1935年8月10日にカナダ首相府は国王がバカンを総督の後任とするベネットの推薦を勅書によって承認したことを発表した。バカンはカナダに出発し、11月2日の式典でケベック州議会議事堂の赤の広間で宣誓した。バカンはウェストミンスター憲章が施行されて以来、初めてのカナダ総督であり、カナダ枢密院において国王の名のもとに裁可する最初の人物となった。バカンは総督在任中も執筆を続けていたが、同時に総督の職務を重要なものだと考えており、着任当初からカナダ全土をくまなく訪れることを目標としていた。その中には総督としては初めて北極圏地方を訪れることも含まれていた。彼は自分の職務について「総督というものは特別な地位の一つである。それというのもカナダ全土を知り、あらゆる住民を知ることがその職務であるからだ」と述べている。バカンはまた、大恐慌とそれが人口構成に与えた問題にもかかわらず、カナダ人独自のアイデンティティと国民の統合を奨励した。全てのカナダ人が彼の考え方に理解を示したわけではない。1937年にモントリオールで演説した際にはイギリス帝国の一体性を重んじる人々の怒りを買った。「カナダ人がまず忠誠を示すべき相手はイギリス連邦ではありません。カナダでありカナダ国王であるのです。」この演説はモントリオール・ガゼット紙に「不忠」と書かれてしまった。バカンはエスニック・グループが「個性を保持し、各々がカナダ国民としての特質に寄与するべき」であり「最強の国家は異なる人種集団から成り立っているもの」だとする考え方を再三唱えていた。
1936年は王室にとって明らかに激動の1年だったとバカンは考えていた。1月下旬にジョージ5世が崩御し、長男で大衆的な人気があったエドワード王太子がエドワード8世として即位した。その頃オタワの総督官邸であるリドー・ホールには喪章が掲げられ、服喪期間中公式の行事はすべて中止された。年が変わらないうちに、新国王が離婚経験のあるアメリカ人女性ウォリス・シンプソンとの結婚を計画していることが明らかになり、各自治領でも反対論が噴出した。バカンはバッキンガム宮殿と時のイギリス首相スタンリー・ボールドウィンにカナダ人が国王に深く尊敬の念を抱いていることと、エドワードがシンプソンと結婚した場合に起こるであろう、カトリックとプロテスタント双方の宗教感情を害することを指摘した。12月11日までにエドワードは弟のヨーク公アルバートに賛成して退位することを決めた。カナダにおける王位継承順位は他の自治領と同じままだったため、バカンは退位について定めた英国本国の法律にカナダ政府として同意し、最終的には1937年にカナダ王位継承法を裁可することでこのことを追認した。マッケンジー・キングが国王退位の報をもたらしたとき、彼は総督として3人の王を代表することになったとつぶやいている。
1939年5月から6月にかけて国王夫妻はカナダを横断し、カナダ国王の立場で国賓としてアメリカ合衆国に迎えられた。国王の歴訪は1937年の戴冠式以前からバカンによって構想されていたのだった。公式行事についての歴史家であるグスタヴ・ランクトットによればこの構想は「おそらく戴冠式のようにジョージ6世がカナダ国王というもう一つの肩書きを実感するだろうという認識から生まれたものだった」。
またバカンは「カナダ人が、彼らの王がカナダの閣僚に補佐されて王としての役割を担っているところを見る」ことにより、国王が生身の存在としてカナダが独立王国であるという事実を示そうとしていた。そのために1937年5月に送った招待へ積極的な回答を引き出そうと多大な努力を重ねたのである。1年以上待ち続けたうえ、1938年6月に彼は休暇で本国に戻り、訪問の決定を確実にしようとした。オックスフォード近郊の自宅からバカンはマッケンジー・キングに次のように書き送っている。「私にとって重要な問題は、もちろん国王のカナダ訪問です」ルージン城での静養ののち、10月にカナダ訪問の確約を手にカナダに帰還した。彼は訪問のとりまとめに当たって重要な貢献を果たしたにもかかわらず、訪問中はリドー・ホールの官邸に引きこもっていた。カナダ国王が当地にあるときは「私は総督であることをやめ、影の法的な存在であるに留める」というのが彼の見解だった。カナダでは国王夫妻はライオンズ・ゲート・ブリッジの開通式を始め数々の公的行事に参加していた。
訪問の背後にあったもう一つの要因には広報活動があった。カナダでの国王夫妻の存在はアメリカ合衆国にドイツへの反感に先んじて英国への支持を強めるよう計算されたものだった。第一次世界大戦での経験からバカンは戦争には否定的で、合衆国大統領フランクリン・ルーズベルトやカナダ首相マッケンジー・キングと連携して新たな戦争を回避しようとしていた。それでも同年9月には本国の宣戦布告に少し遅れてジョージ6世の同意の下、ドイツに宣戦布告をすることになった。それとともに名義上のカナダ軍最高司令官としてカナダ三軍の総動員令を発した。
これらの職務はバカンに長期間負担を与えたわけではなかった。1940年2月6日にリドー・ホールで発作を起こして転落し頭部に重傷を負った。モントリオール神経学研究所のワイルダー・ペンフィールド医師により2回の手術が実施されたが、一命を取り留めることにはならず、2月11日に死去した。キング首相によりラジオでその死が伝えられた。「閣下の死去により、カナダ民衆は歴代総督の中でも最も偉大で尊敬すべき人物、着任以来その人生を職務に捧げた友人を失ったのです」バカンは私的な友人関係というよりは政治的な敬意によって培われたものであったとしても、ともかくキングとは固い絆で結ばれていた。キングはバカンの欠点（例えば爵位へのこだわり）には心を許さなかったが、その「真正の廉直さと無私の目標」を高く評価していた。オタワの聖アンドリューズ長老派教会ではバカンの国葬が営まれ、遺灰は軽巡洋艦オライオンによって英国に運ばれ、家族の地所があるオックスフォードのエルズフィールドに埋葬された。
バカンは晩年歴史書やカナダについての著作と共に自叙伝Memory Hold-the-Doorを著している。バカン夫妻はリドー・ホールに最初の専門図書館を設立し、また夫人の働きかけでカナダ総督文学賞（Governor General's Literary Awards）を設け 、今日でもカナダ最高の文学賞として存続している。100冊にのぼる著作の中には30近い長編小説、7つの短編小説集、それにウォルター・スコット、アウグストゥス帝、オリヴァー・クロムウェルの伝記がある。モントローズ侯の伝記によってジェイムズ・テイト・ブラック記念賞を受賞しているが、バカンの最も有名な著作はやはりスパイ小説であり、今日でもそれらによって記憶されている。（グレアム・グリーンが有名な書評で名付けた）「最後のバカン作品」は1941年に刊行された『傷心の川』（Sick Heart River）であった。ブリティッシュ・コロンビア州のトゥイーズミュア州立公園（現在はトゥイーズミュア北・トゥイーズミュア南・保護区の3つに分割されている）は1937年にレインボー丘陵を訪れたバカンを記念して1938年に創設された。

## 主な著作

### 小説
- Sir Quixote of the Moors (1896)
- John Burnet of Barns (1898)
- No-Man's Land (1899)
- Grey Weather (1899)
- A Lost Lady of Old Years (1899)
- The Half-Hearted (1900)
- The Watcher by the Threshold (1902)
- A Lodge in the Wilderness (1906)
- Prester John (1910)
- The Moon Endureth (1912)
- Salute to Adventurers (1915)
- 『三十九階段』The Thirty-Nine Steps (1915)
- The Power House (1916)
- 『緑のマント』Greenmantle (1916)
- Mr Standfast (1919)
- The Path of the King (1921)
- 『ハンティングタワー』Huntingtower (1922)
- Midwinter (1923)
- 『三人の人質』The Three Hostages (1924)
- John Macnab (1925)
- The Dancing Floor (1926)
- Witch Wood (1927)
- The Runagates Club (1928)
- The Courts of the Morning (1929)
- Castle Gay (1930)
- The Blanket of the Dark (1931)
- The Gap in the Curtain (1932)
- 『魔法のつえ』The Magic Walking Stick (1932)
- A Prince of the Captivity (1933)
- The Free Fishers (1934)
- The House of the Four Winds (1935)
- The Island of Sheep (1936)
- 『傷心の川』Sick Heart River (1941)
- The Long Traverse (1941)
- The Far Islands and Other Tales of Fantasy (1984)

### ノンフィクション
- Scholar-Gipsies (1896)
- The African Colony (1903)
- The Law Relating to the Taxation of Foreign Income (1905)
- Some Eighteenth Century Byways (1908)
- Sir Walter Raleigh (1911)
- What the Home Rule Bill Means (1912)
- The Marquis of Montrose (1913)
- Andrew Jameson, Lord Ardwall (1913)
- Nelson's History Of The War. 24 volumes (1914–1919)
- Britain's War by Land (1915)
- The Achievement of France (1915)
- Ordeal by Marriage (1915)
- The Future of the War (1916)
- The Battle of the Somme, First Phase (1916)
- The Purpose of War (1916)
- The Battle of Jutland (1916)
- Poems, Scots and English (1917)
- The Battle of the Somme, Second Phase (1917)
- These for Remembrance (1919)
- The Battle Honours of Scotland 1914–1918 (1919)
- The History of the South African Forces in France (1920)
- Francis and Riversdale Grenfell (1920)
- The Long Road to Victory (1920)
- A History of the Great War (1922)
- A Book of Escapes and Hurried Journeys (1922)
- The Last Secrets (1923)
- A History of English Literature (1923)
- Days to Remember (1923)
- Some Notes on Sir Walter Scott (1924)
- Lord Minto, a Memoir (1924)
- The History of the Royal Scots Fusiliers 1678–1918 (1925)
- The Man and the Book: Sir Walter Scott (1925)
- Two Ordeals of Democracy (1925)
- Homilies and Recreations (1926)
- The Kirk in Scotland (1930)
- Montrose and Leadership (1930)
- Lord Rosebery, 1847–1929 (1930)
- The Novel and the Fairy Tale (1931)
- Julius Caesar (1932)
- Andrew Lang and the Borders (1932)
- The Massacre of Glencoe (1933)
- The Margins of Life (1933)
- Gordon at Khartoum (1934)
- Oliver Cromwell (1934)
- The King's Grace (1935)
- Augustus (1937)
- The Interpreter's House (1938)
- Presbyterianism Yesterday, Today and Tomorrow (1938)
- Memory Hold-the-Door (1940)
- Comments and Characters (1940)
- Canadian Occasions (1940)